# Engine Down
Engine Down fue un cuarteto de Richmond, Virginia, EE. UU., activos entre 1996 y 2005. Parte de la escena post-hardcore de Washington D. C. con bandas como The Dismemberment Plan, Q and Not U y Faraquet. La formación incluía a Keeley Davis en la guitarra y las voces, Jason Wood al bajo y Jonathan Fuller a la otra guitarra y los coros, y a Cornbread Compton a la batería. En las primeras grabaciones Wood era el vocalista principal, pero más tarde esas labores pasaron Davis. En 2005 Engine Down se separó, tras un tour de despedida. Davis se unió a la banda Sparta como guitarrista principal. Compton empezó a tocar la batería para varias bandas, incluyendo a Biology, un proyecto paralelo del cantante de From Autumn To Ashes, Francis Mark.

## Miembros
- Keeley Davis - guitarra y voces.
- Jason Wood - bajo y voces.
- Jonathan Fuller - guitarra y voces.
- Cornbread Compton - percusión y batería.
- Jeremy Taylor - guitarra (1996-98).

## Discografía
- Under the Pretense of Present Tense (1999)
- To Bury within the Sound (2000)
- Sign of Breath EP (2001)
- Demure (2002)
- Enginedown (2004)

- Datos: Q1342379